# Pteromalidae
Pteromalidae − найбільша за розміром родина паразитичних їздців надродини Chalcidoidea. Усі лапки 5-членикові. Антени за зазвичай з 5-7 основними члениками.
Посткрайова та птеростигмальна жилки добре розвинені. Визначення видів украй складне, оскільки представники родини позбавлені діагностичних рис, характерних для інших родин групи
Деякі види родини використовуються задля біологічної боротьби з шкідниками сільського господарства та харчових запасів.

## Підродини
Родина налічує більше 3500 видів по всьому світі, які об'єднані в 619 родів та 33 підродини.
| - Asaphinae - Austrosystasinae - Austroterobiinae - Ceinae - Cerocephalinae - Chromeurytominae - Cleonyminae - Coelocybinae - Colotrechninae - Pireninae | - Cratominae - Diparinae - Ditropinotellinae - Elatoidinae - Erotolepsiinae - Eunotinae - Eutrichosomatinae - Herbertiinae - Keiraninae - Pteromalinae | - Leptofoeninae - Louriciinae - Macromesinae - Miscogasterinae - Nefoeninae - Neodiparinae - Ormocerinae - Panstenoninae - Parasaphodinae - Spalangiinae |

## Різноманіття

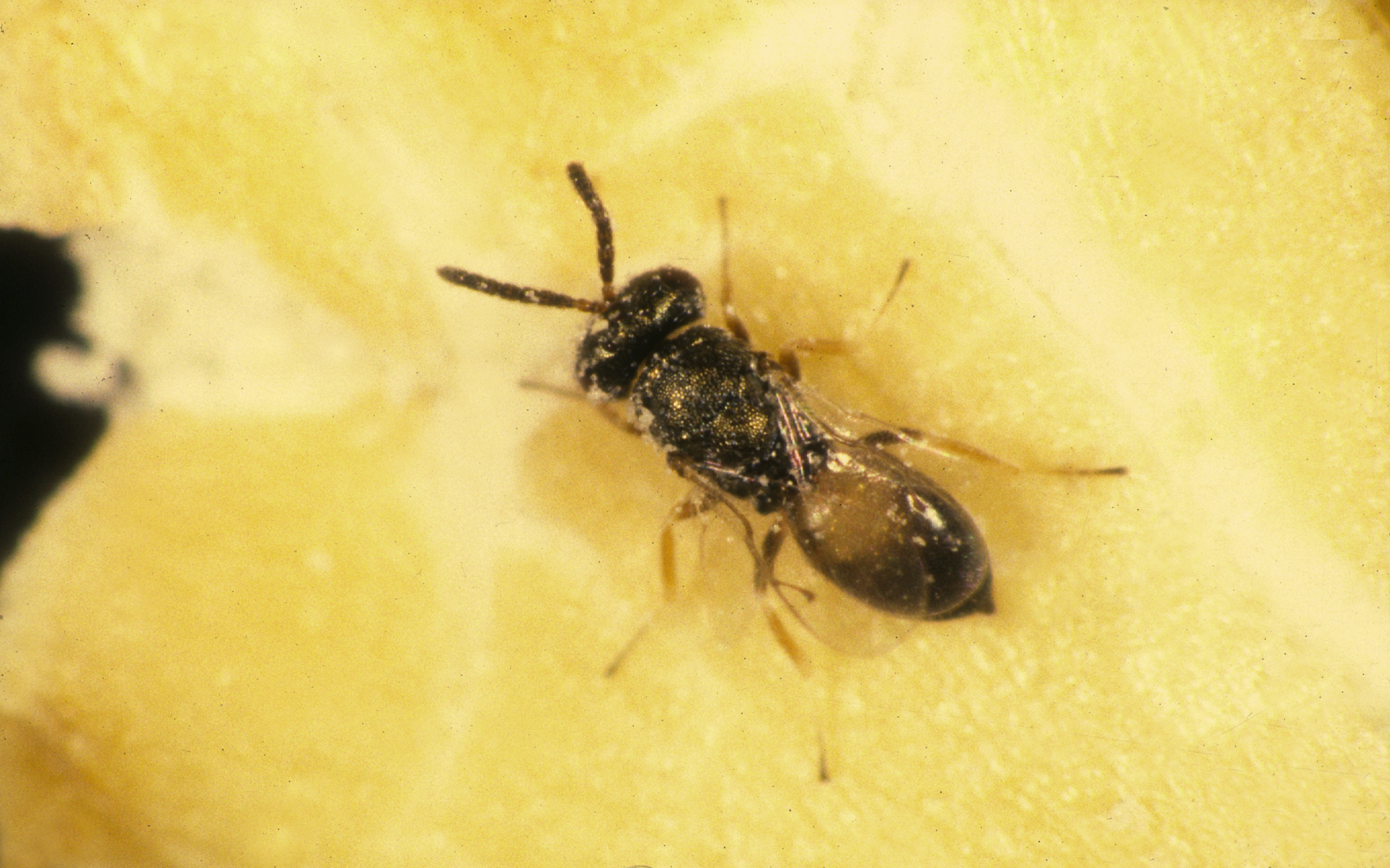
Anisopteromalus calandrae, Австралія
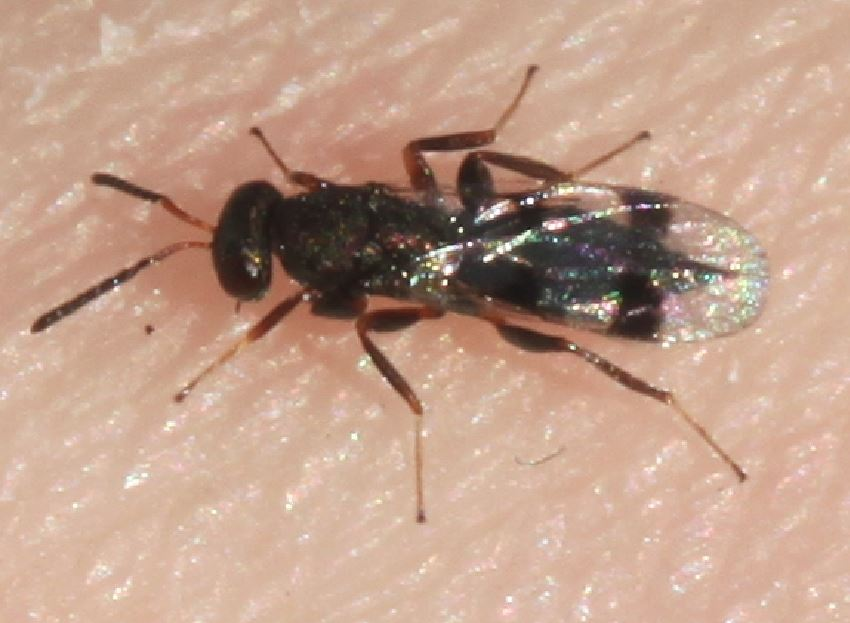
Cheiropachus quadrum, Німеччина
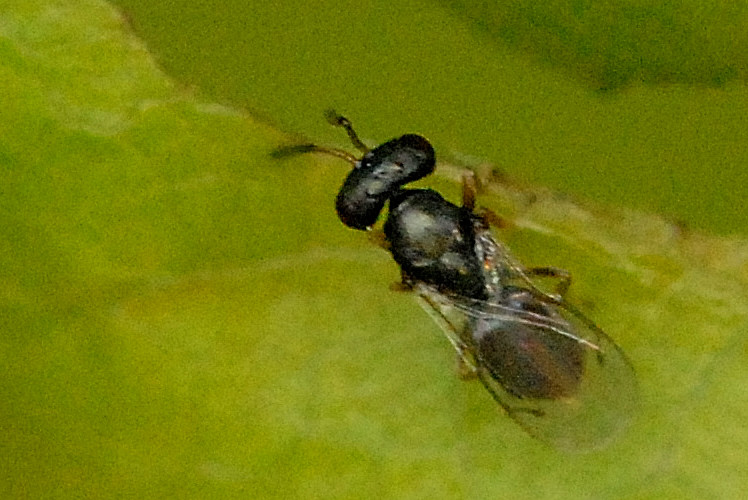
Cyclogastrella simplex, Бельгія
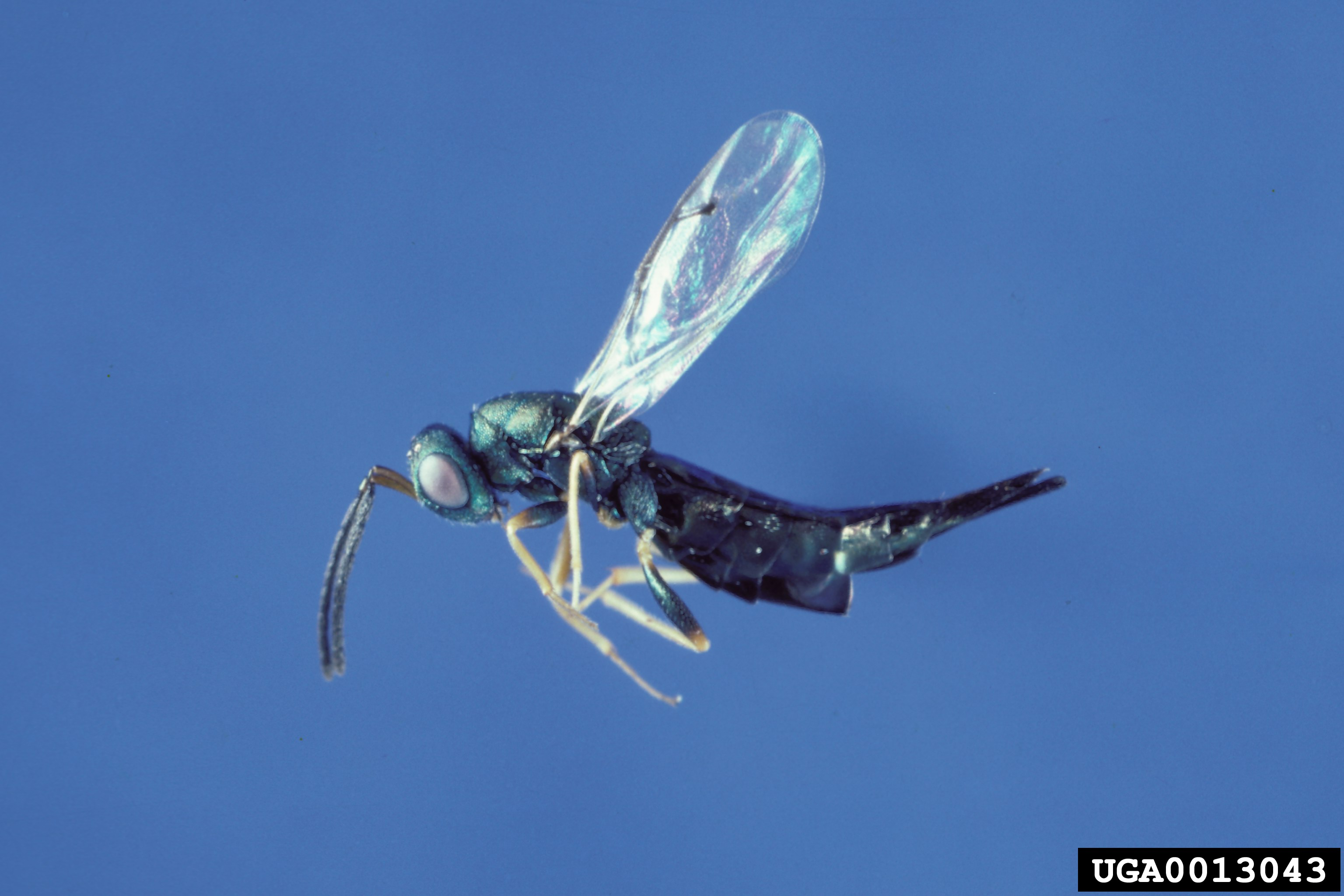
Dinotiscus dendroctoni, США
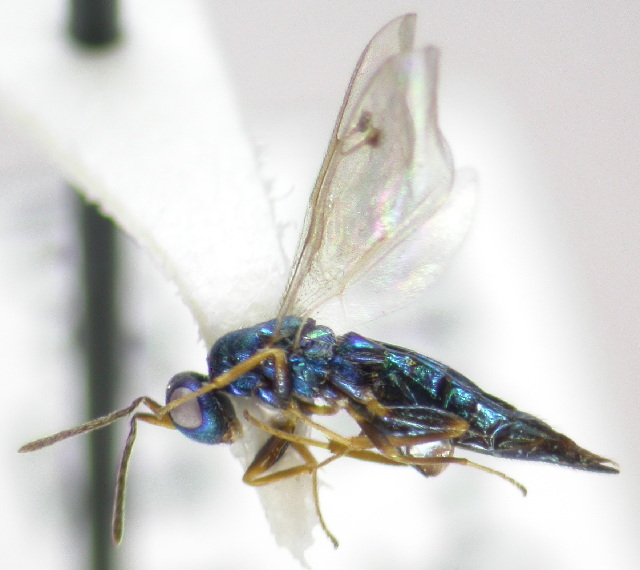
Dinotiscus eupterus, США
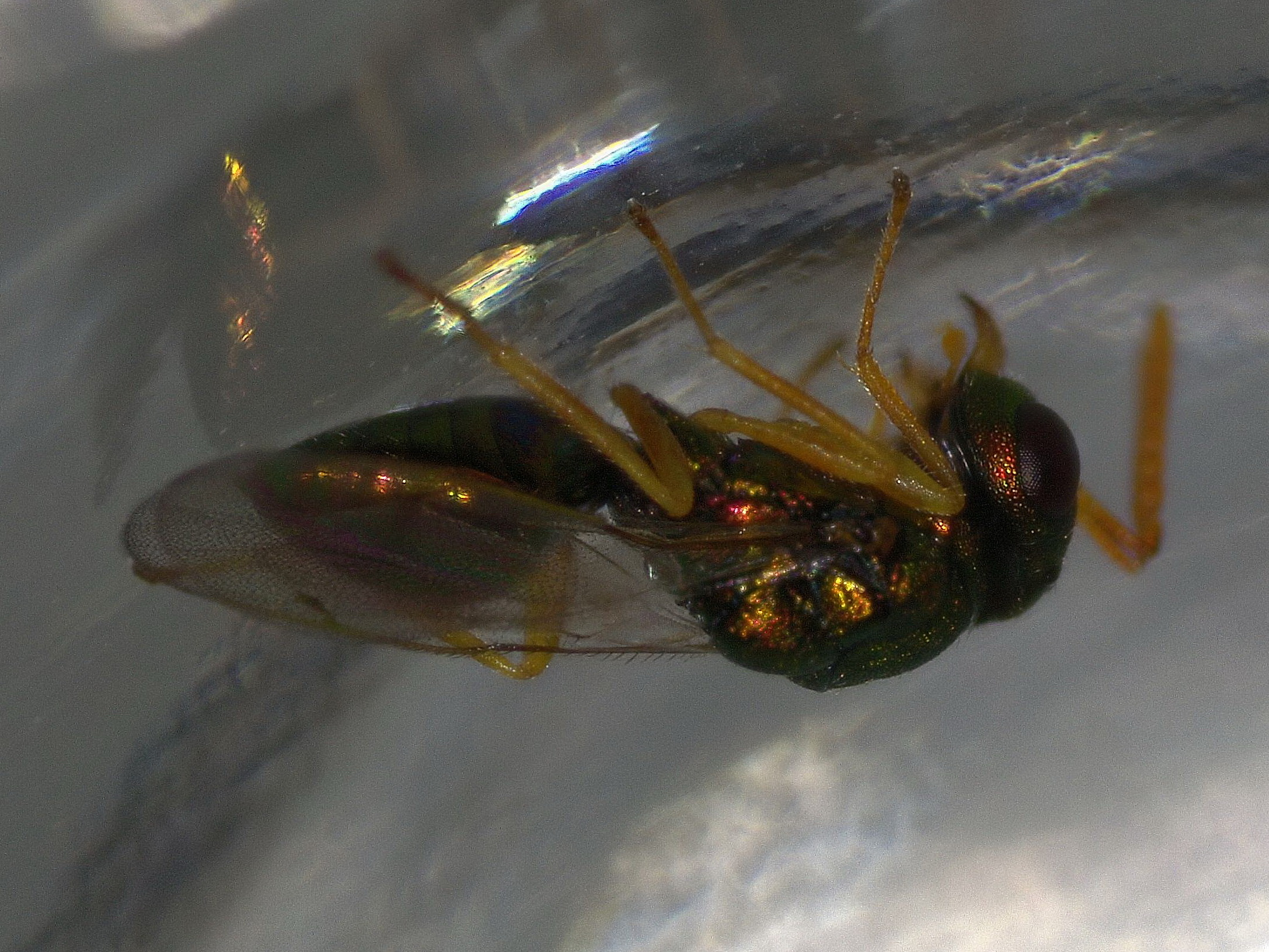
Halticoptera laevigata, Данія
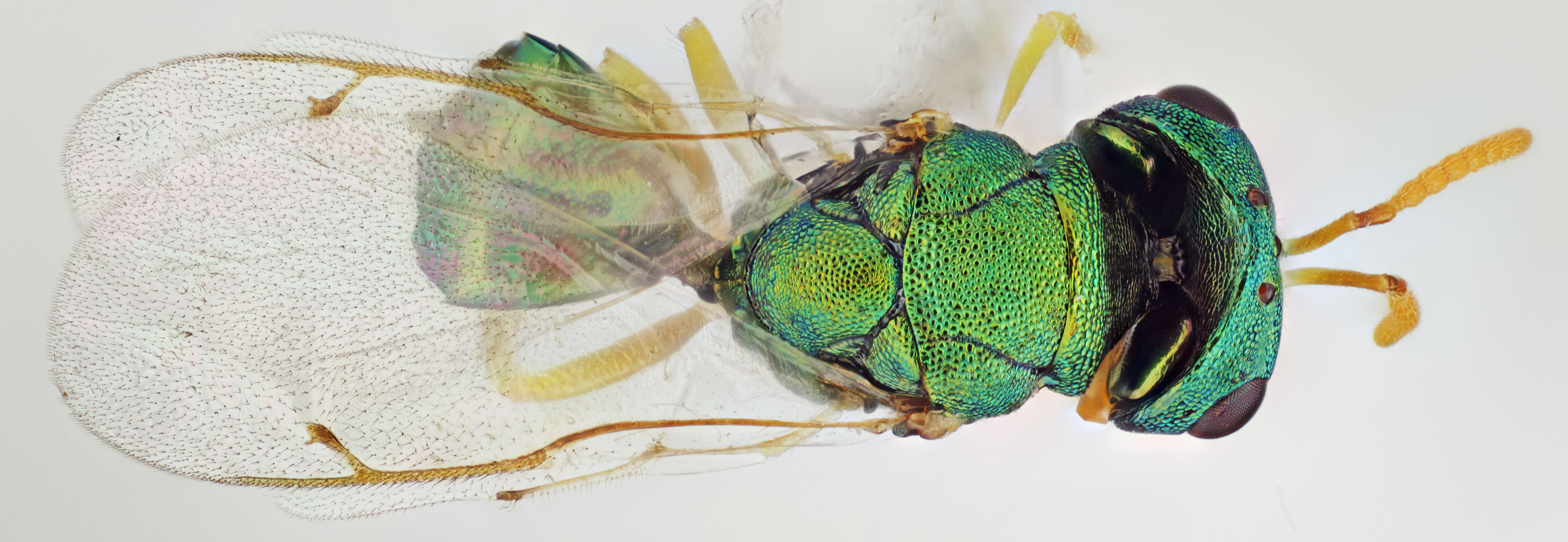
Halticoptera flavicornis, Велика Британія
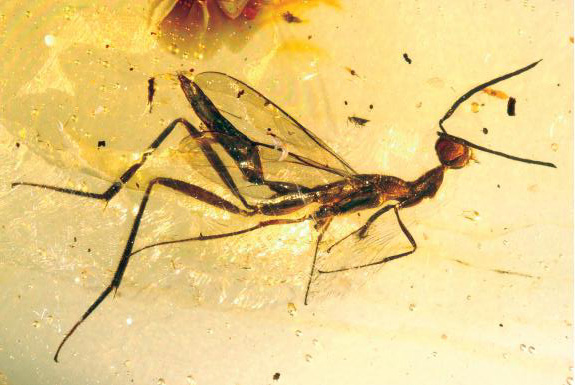
Leptofoenus pittfieldae, викопний
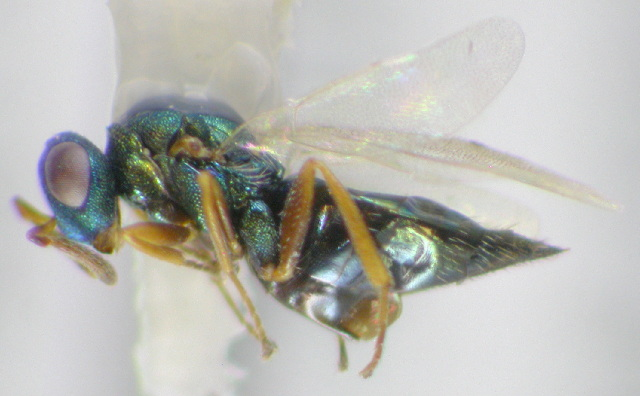
Mesopolobus verditer, США
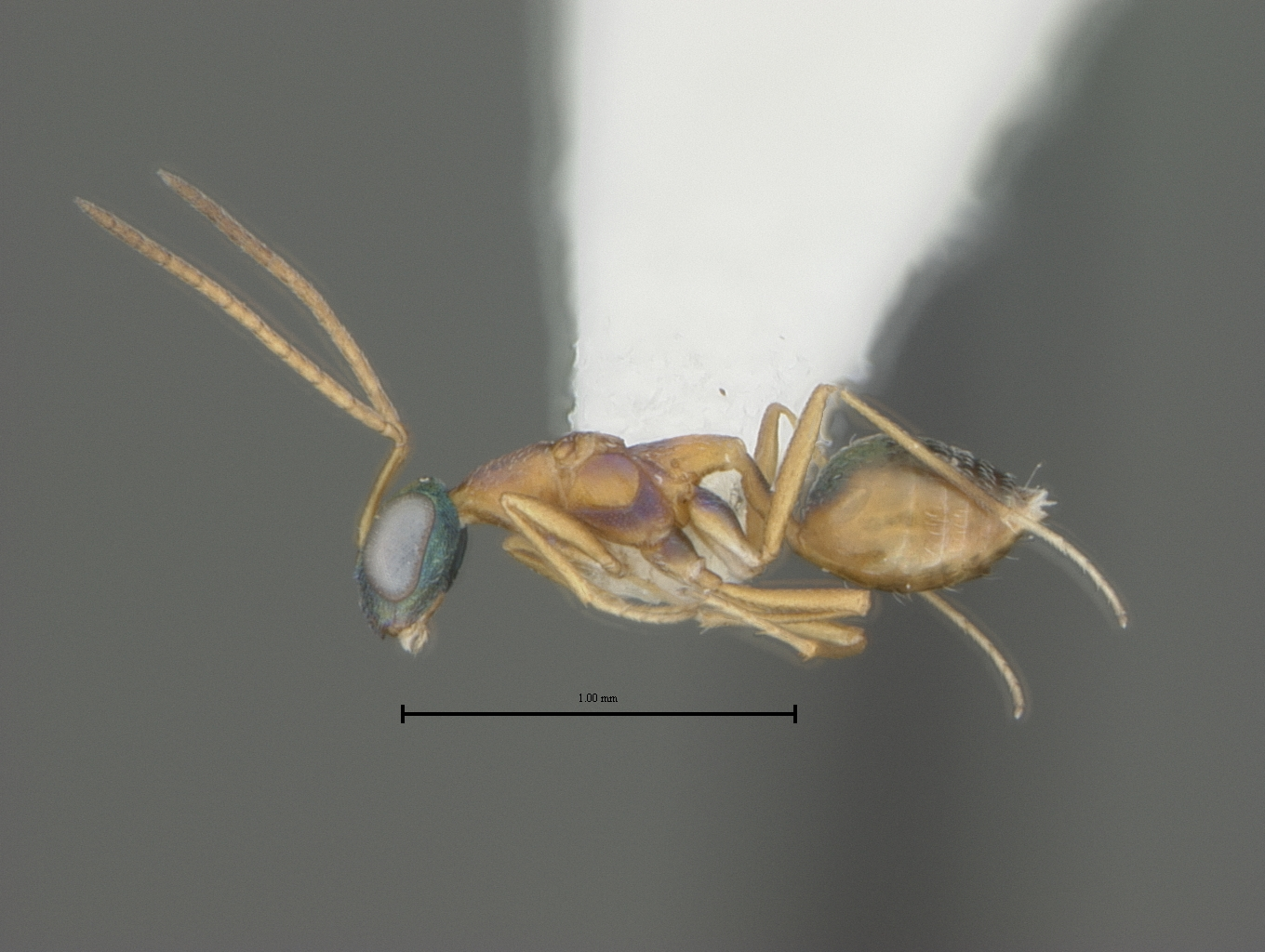
Myrmicolelaps aurantius, Південна Африка
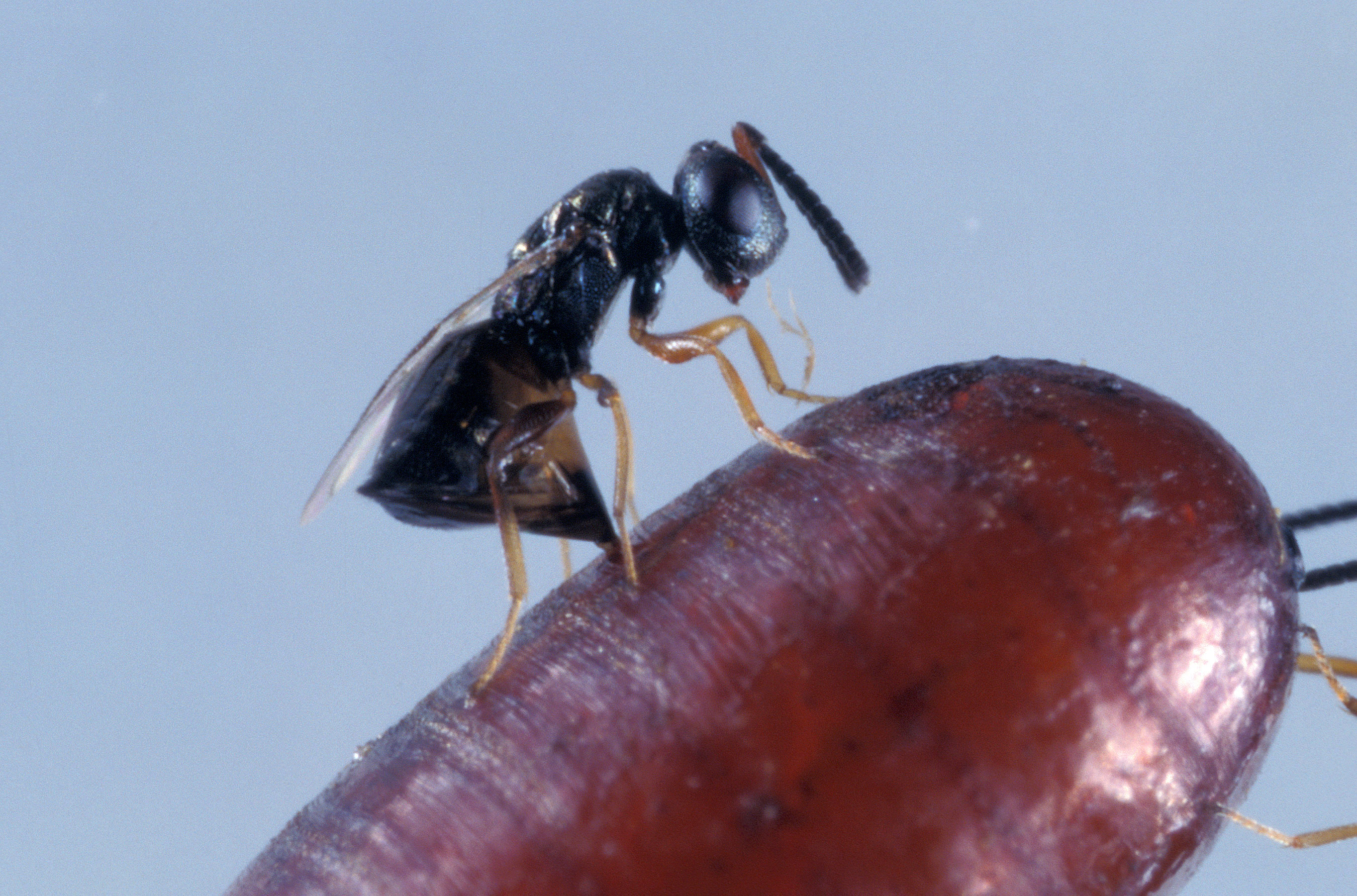
Muscidifurax raptor, США
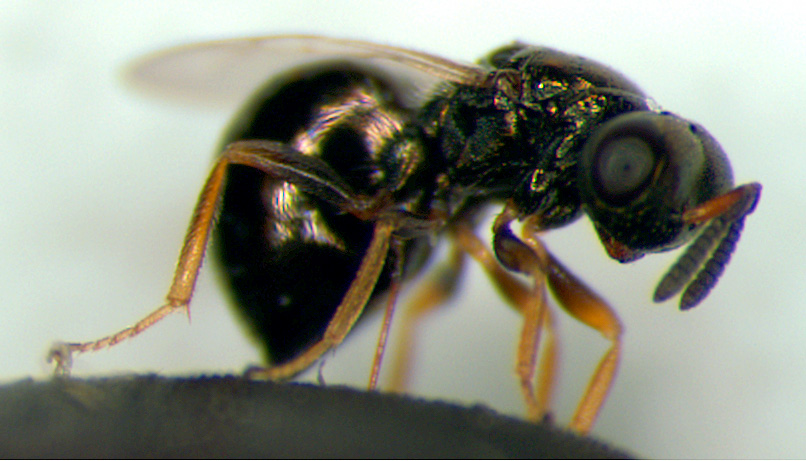
Nasonia vitripennis
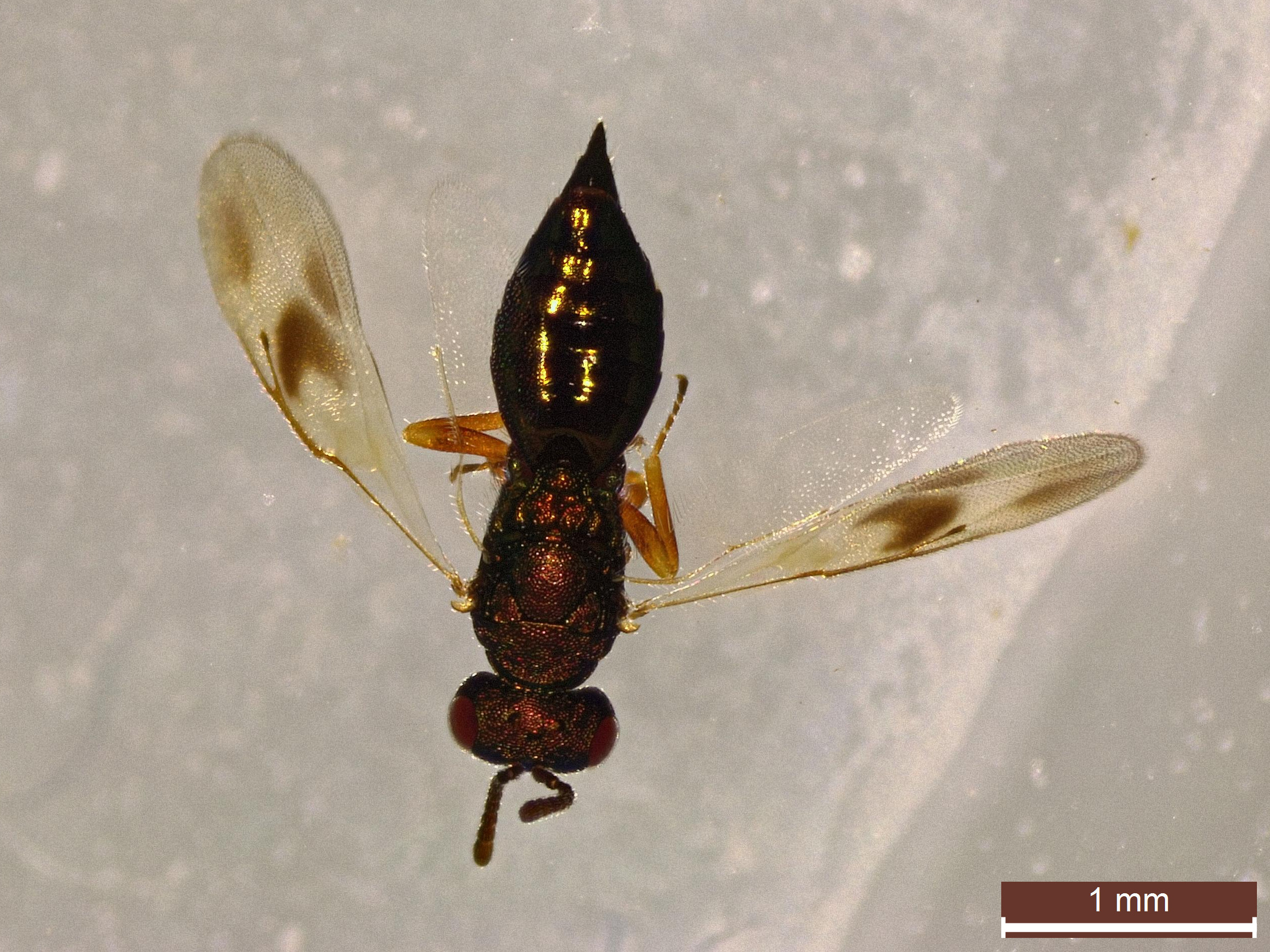
Spaniopus peisonis, Данія
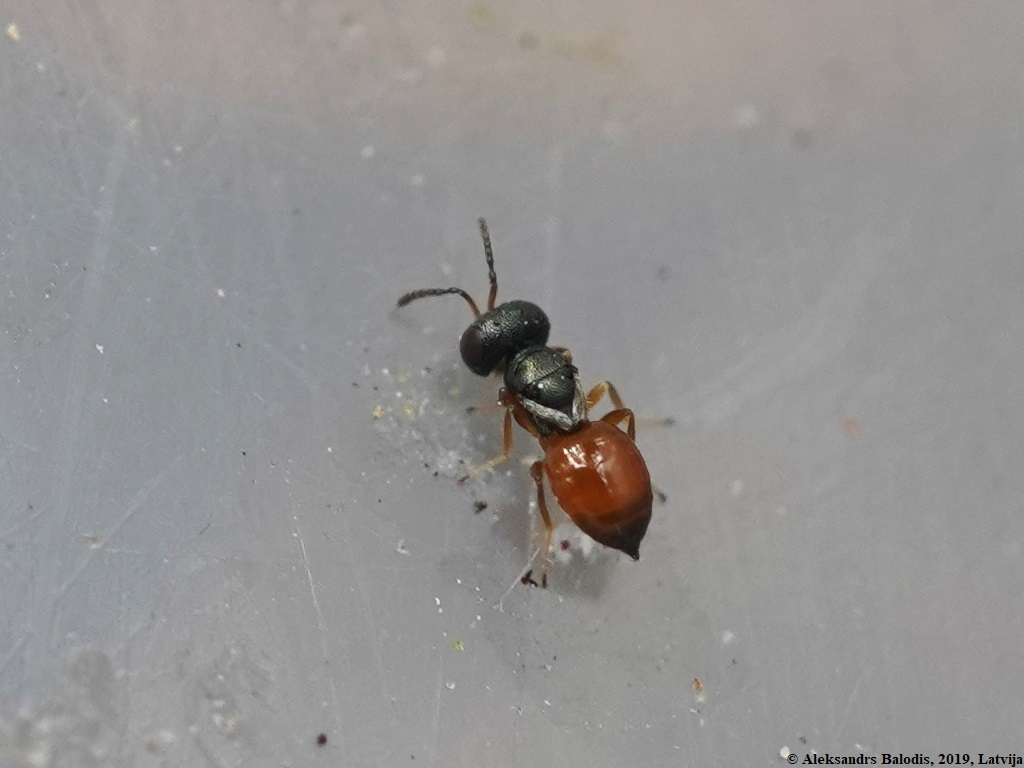
Callitula pyrrhogaster, Бразилія
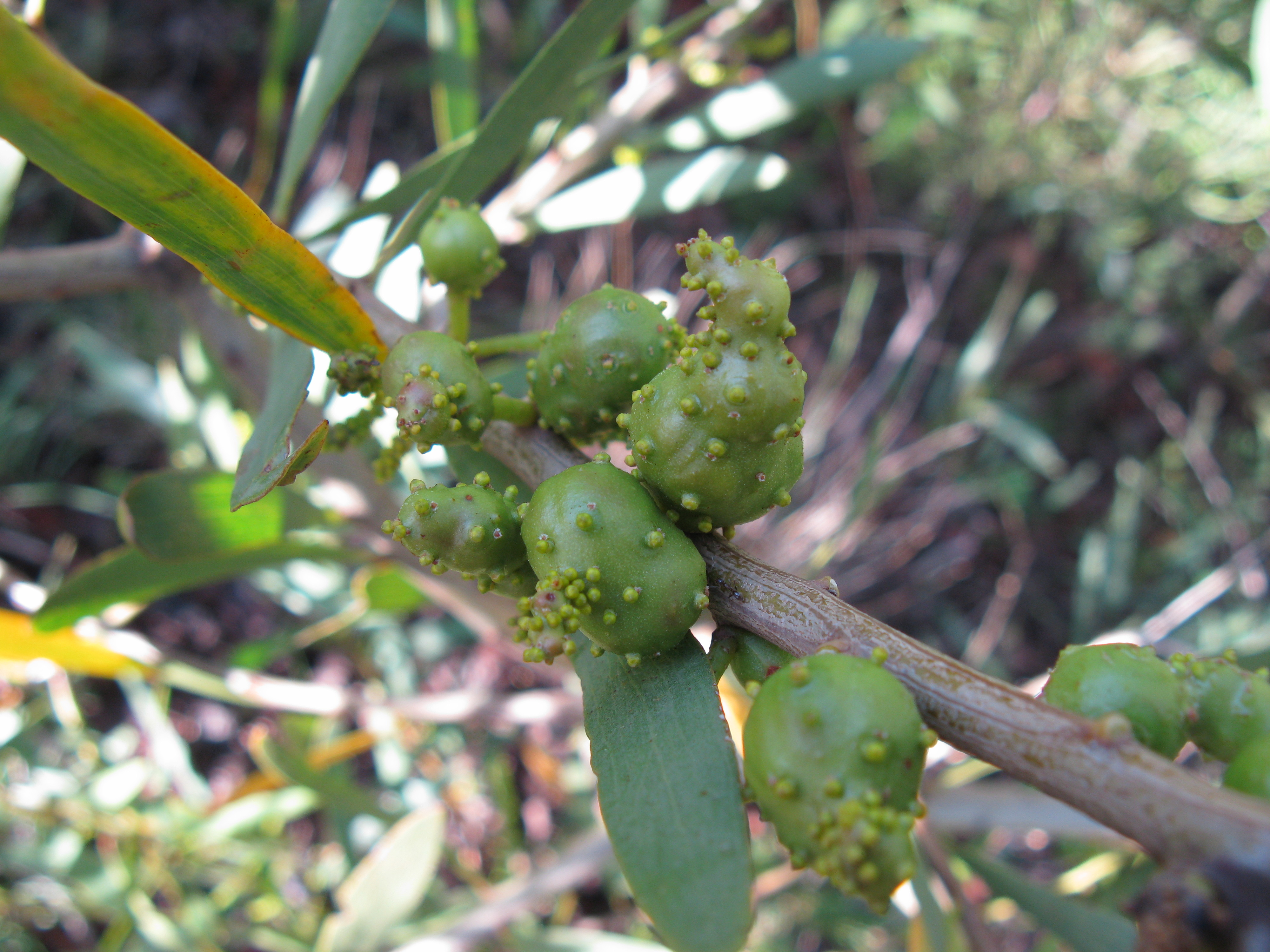
Гали Trichilogaster acaciaelongifoliae